# Muszka (broń)

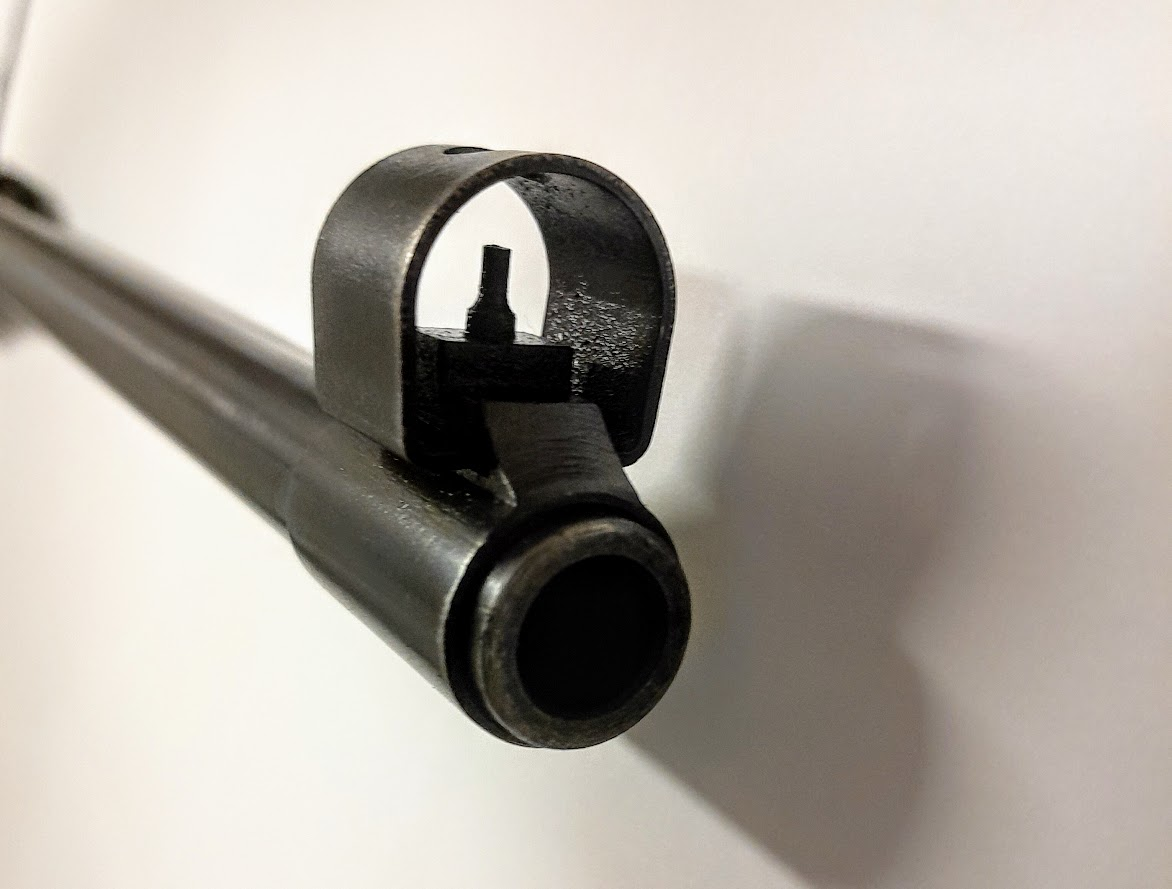
Muszka z osłoną

Muszka – element mechanicznego celownika strzeleckiego mający postać prostego występu umieszczonego w przedniej części broni (najczęściej w okolicach zakończenia lufy).
Zależnie od kształtu rozróżniamy muszki trójkątne, trapezowe, kulkowe, prostokątne. Muszka może być niekiedy zabezpieczona osłoną aby zniwelować ryzyko jej uszkodzenia (lub przestawienia). Może być montowana na broni zarówno na podstawie (niekiedy umożliwiającej jej regulację) jak i stanowić element na stałe zintegrowany z bronią (np. w wielu pistoletach, gdzie muszka stanowi monolit z zamkiem).
Muszka jest istotnym elementem celownika mechanicznego, umożliwiającym celowanie. Aby odpowiednio nakierować broń na cel, należy tak manewrować bronią aby zgrać położenie muszki ze szczerbinką lub przeziernikiem, uzyskując zgodność punktu celowania ze średnim punktem trafienia.

## Osłona muszki
Jest częścią broni strzeleckiej, która chroni muszkę przed uszkodzeniami podczas eksploatacji broni tzn. wycierania krawędzi, zgięcia itp. Osłona jest zazwyczaj wykonana w postaci dwóch ścian ochronnych, a między nimi osadzono muszkę. Może być również wykonana w formie pierścienia, który okala muszkę.